# Merve Dizdar
Merve Dizdar (ur. 25 czerwca 1986 w Izmirze) – turecka aktorka filmowa i telewizyjna, ciesząca się międzynarodowym uznaniem. 
Za rolę nauczycielki w oddalonej od świata wiosce w dramacie Wśród wyschniętych traw (2023) Nuri Bilge Ceylana otrzymała nagrodę dla najlepszej aktorki na 76. MFF w Cannes, stając się tym samym pierwszą laureatką tego prestiżowego wyróżnienia pochodzącą z Turcji. Odbierając nagrodę, Dizdar zadedykowała ją sile tureckich kobiet walczących z opresją, co spotkało się z krytyczną reakcją tamtejszych władz.